# كأس الأمم الإفريقية 2023
كأس الأمم الإفريقية 2023 المعروفة أيضًا باسم كأس الأمم الإفريقية توتال إنرجيز 2023 لأسباب الرعاية، كما يشار إليها اختصارًا بأفكون 2023 (بالإنجليزية: 2023 AFCON) أو كان 2023 (بالفرنسية: CAN 2023)، هي النسخة الرابعة والثلاثون من بطولات كأس الأمم الإفريقية للمنتخبات الوطنية لفئة الرجال، بتنظيم الاتحاد الإفريقي لكرة القدم، والتي استضافتها ساحل العاج في الفترة ما بين 13 يناير و11 فبراير 2024، حيث تعد هذه النسخة من البطولة القارية، ثاني بطولة تنظمها ساحل العاج بعد نسخة عام 1984.
قام الاتحاد الإفريقي لكرة القدم بتغيير مواعيد البطولة إلى يونيو ويوليو بدلاً من يناير المعتاد، والذي دخل حيز التنفيذ اعتبارًا من نسخة 2019، مما سيمنع تعارض البطولة مع البطولات الأوروبية الكبرى، فضلاً عن السماح للاعبين ذوي الأسماء الكبيرة باللعب مع دولهم في البطولة دون فقدان المباريات لفريقهم الأوروبي. في 3 يوليو 2022، تم التأكيد على تأجيل المسابقة من يونيو ويوليو 2023 إلى يناير وفبراير 2024 بسبب مخاوف الطقس خلال فصل الصيف في ساحل العاج. منتخب السنغال هو حامل لقب النسخة السابقة.

## اختيار المضيف
العروض:
- غينيا
- زامبيا
- ساحل العاج
- المغرب
- تونس

العروض المرفوضة:
- أوغندا
- السودان
- السنغال
- الكاميرون

بعد التصويت النهائي في اجتماع اللجنة التنفيذية للاتحاد الإفريقي لكرة القدم، في 20 سبتمبر 2014، أعلن الاتحاد الإفريقي لكرة القدم عن الدول المستضيفة لبطولات كأس الأمم الإفريقية 2019، 2021 و 2023: 2019 للكاميرون، 2021 لساحل العاج و 2023 لغينيا.
كان إعلان استضافة 2023 غير مجدول. كانت غينيا أحد مقدمي العروض لبطولتي 2019 و 2021، اللتين كان من المقرر الإعلان عن البلدان المضيفة في ذلك اليوم. وقال متحدث باسم الاتحاد الإفريقي لكرة القدم لبي بي سي إنه بناءً على عرض غينيا، قررت اللجنة «ممارسة سلطتها لاتخاذ قرار فوري».

### تغيير المضيف
في 30 نوفمبر 2018، جرد الاتحاد الإفريقي لكرة القدم الكاميرون من استضافة كأس الأمم الإفريقية 2019. ومع ذلك، قال رئيس الاتحاد الإفريقي أحمد أحمد إن الكاميرون وافقت على استضافة كأس الأمم الإفريقية 2021. وبالتالي، ستستضيف ساحل العاج المستضيفة الأصلية لعام 2021 كأس الأمم الإفريقية 2023، وستستضيف غينيا المستضيفة الأصلية لعام 2023 كأس الأمم الإفريقية 2025. ولكن مع ذلك تم تجريدها من حقوق الاستضافة في 27 سبتمبر 2023 بعد التأكد على عدم كفائة استعداداتها للاستضافة. وتم اختيار المغرب كمضيف بدلًا عنها. في 30 يناير 2019، أكد رئيس الاتحاد الإفريقي تغيير الجدول الزمني لكأس الأمم الإفريقية 2023، بعد اجتماع مع الرئيس الإيفواري الحسن واتارا في أبيدجان، ساحل العاج.

## الإعداد والتنظيم

### الرعاية
| - توتال إنرجيز - وان إكس بت | - ريكسونا - فيزا | - بوما - أورنج |

| - إير كوت ديفوار - أبسونيك | - إيكوبانك - رازل | - تكنو |

| - سيليست - بورتيو | - لوناسي - سمارت تكنولوجيس |

### التميمة

التميمة الرسمية لكأس الأمم الإفريقية 2023

كشفت الهيئة المنظمة لكأس الأمم الإفريقية 2023 المسؤولين عن المسابقة، التميمة والتي تدعا "أكوابا"، والتي تعني "مرحبًا" في لغة بالي. وهو رمز ساحل العاج. ألوان ملابسه تشبه ألوان طقم منتخب ساحل العاج.

### كرة البطولة

كرة كأس الأمم الإفريقية 2023

في 12 أكتوبر 2023، كشف الكاف وبوما النقاب عن بوكو ككرة رسمية من للبطولة قبل قرعة البطولة النهائية. تم اختيار الاسم لتكريم المهاجم الإيفواري الأسطوري المتوفى لوران بوكو، المعروف بتسجيله 5 أهداف في الفوز 6-1 على إثيوبيا في نسخة 1970 من البطولة التي كانت بمثابة رقم قياسي حتى الآن.

### الأغنية الرسمية
في 12 أكتوبر 2023، كشف الكاف النقاب عن الأغنية الرسمية للمسابقة خلال السحب الرسمي. شارك في الأغنية الفنانة النيجيرية الحائزة على جائزة MTV يامي ألايد ومغني الراب المصري محمد رمضان وفرقة الموسيقى الإيفوارية ماجيك سيستم. تحت عنوان "أكوابا" ، والتي تعني "مرحبًا" باللغة الأم بالي، فإن النشيد هو مزيج مثير من الأفروبيت والراب والزوغلو في مزيج موسيقي فريد لا يزال راسخًا بعمق مع تقاليد الأناشيد السابقة للمسابقة.

## التصفيات

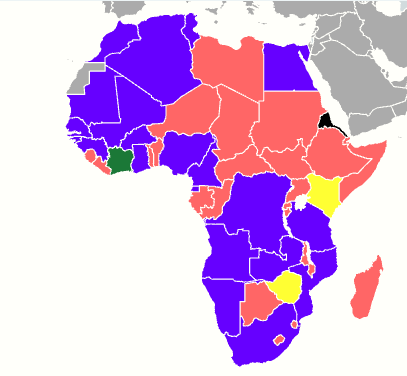
المستضيف
تأهل
فشل في التأهل
انسحب أو لم يدخل
مستبعد
ليس جزءا من الاتحاد الإفريقي لكرة القدم

تأهلت الفرق التالية للمسابقة :
| الفريق                      | طريقة التأهل                   | تاريخ التأهل   | الظهور في النهائيات | آخر ظهور | أفضل أداء سابق                                   |
| --------------------------- | ------------------------------ | -------------- | ------------------- | -------- | ------------------------------------------------ |
| ساحل العاج                  | المضيف / وصيف المجموعة الثامنة | 30 يناير 2019  | الخامس والعشرون     | 2021     | البطل (1992، 2015)                               |
| المغرب                      | متصدر المجموعة الحادية عشر     | 24 مارس 2023   | التاسع عشر          | 2021     | البطل (1976)                                     |
| الجزائر                     | متصدر المجموعة السادسة         | 27 مارس 2023   | العشرون             | 2021     | البطل (1990، 2019)                               |
| جنوب إفريقيا                | وصيف المجموعة الحادية عشر      | 28 مارس 2023   | الحادي عشر          | 2019     | البطل (1996)                                     |
| السنغال                     | متصدر المجموعة الثانية عشر     | 28 مارس 2023   | السابع عشر          | 2021     | البطل (2021)                                     |
| بوركينا فاسو                | متصدر المجموعة الثانية         | 28 مارس 2023   | الثالث عشر          | 2021     | وصيف (2013)                                      |
| تونس                        | متصدر المجموعة العاشرة         | 28 مارس 2023   | الواحد والعشرون     | 2021     | البطل (2004)                                     |
| مصر                         | متصدر المجموعة الرابعة         | 14 يونيو 2023  | السادس والعشرون     | 2021     | البطل (1957، 1959، 1986، 1998، 2006، 2008، 2010) |
| زامبيا                      | متصدر المجموعة الثامنة         | 17 يونيو 2023  | الثامن عشر          | 2015     | البطل (2012)                                     |
| غينيا الاستوائية            | وصيف المجموعة العاشرة          | 17 يونيو 2023  | الرابعة             | 2021     | المركز الرابع (2015)                             |
| نيجيريا                     | متصدر المجموعة الأولى          | 18 يونيو 2023  | العشرون             | 2021     | البطل (1980، 1994، 2013)                         |
| غينيا بيساو                 | وصيف المجموعة الأولى           | 18 يونيو 2023  | الرابعة             | 2021     | دور المجموعات (2017، 2019، 2021)                 |
| الرأس الأخضر                | وصيف المجموعة الثانية          | 18 يونيو 2023  | الرابعة             | 2021     | ربع النهائي (2013)                               |
| مالي                        | متصدر المجموعة السابعة         | 18 يونيو 2023  | الثالث عشر          | 2021     | وصيف (1972)                                      |
| غينيا                       | وصيف المجموعة الرابعة          | 20 يونيو 2023  | الرابع عشر          | 2021     | وصيف (1976)                                      |
| غانا                        | متصدر المجموعة الخامسة         | 7 سبتمبر 2023  | الرابع والعشرون     | 2021     | البطل (1963، 1965، 1978، 1982)                   |
| أنغولا                      | وصيف المجموعة الخامسة          | 7 سبتمبر 2023  | التاسعة             | 2019     | ربع النهائي (2008، 2010)                         |
| تنزانيا                     | وصيف المجموعة السادسة          | 7 سبتمبر 2023  | الثالثة             | 2019     | دور المجموعات (1980، 2019)                       |
| موزمبيق                     | وصيف المجموعة الثانية عشر      | 9 سبتمبر 2023  | الخامسة             | 2010     | دور المجموعات (1986، 1996، 1998، 2010)           |
| جمهورية الكونغو الديمقراطية | متصدر المجموعة التاسعة         | 9 سبتمبر 2023  | العشرون             | 2019     | البطل (1968، 1974)                               |
| موريتانيا                   | وصيف المجموعة التاسعة          | 9 سبتمبر 2023  | الثالثة             | 2021     | دور المجموعات (2019، 2021)                       |
| غامبيا                      | وصيف المجموعة السابعة          | 10 سبتمبر 2023 | الثانية             | 2021     | ربع النهائي (2021)                               |
| الكاميرون                   | متصدر المجموعة الثالثة         | 12 سبتمبر 2023 | الواحد والعشرون     | 2021     | البطل (1984, 1988، 2000، 2002، 2017)             |
| ناميبيا                     | وصيف المجموعة الثالثة          | 12 سبتمبر 2023 | الرابعة             | 2019     | دور المجموعات (1998, 2008، 2019)                 |

## الملاعب
في سبتمبر 2017، أطلقت حكومة ساحل العاج مناقصة عامة لأماكن المسابقة. وهذا يشمل العروض العامة المطلوبة من أجل: تجديد وتوسيع ملعب فيليكس هوفويت بواني وملعب السلام في بواكي، وبناء ملاعب جديدة في مدن كورهوغو، سان بيدرو وياموسوكرو. كان من المقرر أن تبلغ سعة الملاعب الثلاثة الجديدة 20 ألف متفرج.
بالإضافة إلى تجديد أو تشييد الملاعب، تضمنت المناقصة تجديد أو تشييد مرافق التدريب في المدن المضيفة: 8 في أبيدجان و4 في بواكي، كورهوغو، ياموسوكرو وسان بيدرو. وشمل أيضًا بناء 96 فيلا (5 غرف لكل فيلا) في مدن بواكي وكورهوغو وياموسوكرو وسان بيدرو. بالإضافة إلى ذلك، كان من المقرر تقديم عطاءات لبناء فندق 3 نجوم يضم 50 غرفة في مدينة كورهوغو.
| أبيدجان                 | أبيدجان                  | بواكي           | أبيدجان بواكي كورهوغو سان بيدرو ياموسوكروكأس الأمم الإفريقية 2023 (ساحل العاج) |
| ----------------------- | ------------------------ | --------------- | ------------------------------------------------------------------------------ |
| ملعب الحسن واتارا       | ملعب فيليكس هوفويت-بواني | ملعب السلام     | أبيدجان بواكي كورهوغو سان بيدرو ياموسوكروكأس الأمم الإفريقية 2023 (ساحل العاج) |
| السعة: 60،000           | السعة: 45،000            | السعة: 40،000   | أبيدجان بواكي كورهوغو سان بيدرو ياموسوكروكأس الأمم الإفريقية 2023 (ساحل العاج) |
|                         |                          |                 | أبيدجان بواكي كورهوغو سان بيدرو ياموسوكروكأس الأمم الإفريقية 2023 (ساحل العاج) |
| كورهوغو                 | ياموسوكرو                | سان بيدرو       | أبيدجان بواكي كورهوغو سان بيدرو ياموسوكروكأس الأمم الإفريقية 2023 (ساحل العاج) |
| ملعب أمادو جون كوليبالي | ملعب تشارلز كونان باني   | ملعب لوران بوكو | أبيدجان بواكي كورهوغو سان بيدرو ياموسوكروكأس الأمم الإفريقية 2023 (ساحل العاج) |
| السعة: 20،000           | السعة: 20،000            | السعة: 20،000   | أبيدجان بواكي كورهوغو سان بيدرو ياموسوكروكأس الأمم الإفريقية 2023 (ساحل العاج) |
|                         |                          |                 | أبيدجان بواكي كورهوغو سان بيدرو ياموسوكروكأس الأمم الإفريقية 2023 (ساحل العاج) |

## حفل الافتتاح
بدأ حفل افتتاح الملعب في الساعة 17:25 بإقامة مجموعات الرسوم المتحركة والأنشطة الثقافية التي استمرت حتى الساعة 20:00. تم إعداد الضيوف والمسؤولين حتى بداية المباراة الافتتاحية في الساعة 20:00. وكان من بين الضيوف أعضاء الاتحاد الإفريقي لكرة القدم (كاف) ورئيس الكاف باتريس موتسيبيه ورئيس الفيفا جياني إنفانتينو.
أقيم الحفل في ملعب الحسن واتارا بحضور 60 ألف مفرج وغني في الحفل نفس الأشخاص الذين شاركوا في أغنية البطولة.

## قوائم الفرق
يمكن لكل فريق تسجيل فرقة من 27 لاعبًا.

## حكام البطولة
في 12 سبتمبر 2023، تم اختيار ما مجموعه 32 حكمًا و33 مساعدًا وأربعة حكم الفيديو المساعد (الفار) وستة مدربين فنيين وبدنيين للدورة التحضيرية قبل البطولة.

### الحكام
- رضوان جيد
- مصطفى غربال
- بيتر واويرو
- باملاك تيسيما وييسا
- جان جاك ندالا نغامبو
- أمين عمر
- دحان بيدا
- سمير كزاز
- بوبو تراوري
- توم أبونجيل
- آتشو بيير
- محمود محمود
- محمد علياو
- عيسى سي
- معتز إبراهيم
- باسيفيك ندابيهاوينيمانا
- صموئيل أويكوندا
- محمد معروف
- عبد البوح
- ميبامي تانغوي
- عمر عرتن
- جموح يوسف
- جلال جيد
- خليلو إبراهيم
- صادق سلمي
- لويس هونغناندي
- ميسي نكوكو
- ميلازار باتريس
- لحلو بن براهام
- هيثم قيراط
- دانيال لاريا
- محمود البنا
- أحمد هيريلال
- بشرى كربوبي

### الحكام المساعدون
- عباس زرهوني
- مقرن غوراري
- أحمد إبراهيم
- محمود أبو الرجال
- أزغاو لحسن
- مصطفى أكاركاد
- إميليانو دوس سانتوس
- لوبيز أوليفيرا
- جبريل كامارا
- نوها بانغورا
- نغوه هيرمان
- نوهو واتارا
- زاخيلي سيويلا
- إلفيس نوبوي
- سورو فاتسوان
- أرسينيو مارينغول
- إبراهيم محمد
- حساني خليل
- جيلبرت شيريوت
- أسعد عيسى
- تياما سيدو
- أمالدين سليمان
- ليبان عبد الرازق
- ديتسوغا مارلين
- دوس عبد الميرو
- كواسي بروبي
- أيمافو إريك
- ييمبي ستيفن
- ديمبينيينا أندرياتياناريفيلو
- أهونتو كوفي
- ستيفن موتساسي
- موديبي ساماكي
- زكرياء برينسي

### حكام تقنية الفيديو
- لحلو بن براهام
- محمود عاشور
- محمود البنا
- دانيال ني لاريا
- أحمد هيرالال
- ماريا ريفيت
- زكريا برينسي
- رضوان جيد
- ساليما موكاسانجا
- أخونا ماكاليما
- محمد إبراهيم
- هيثم غيرات

### المدربين الفنيين والفيزيائيين
- مايك فان دير روست (الفيفا)
- مالانغ ديدهو
- محمد كزاز
- فيليكس تانغاواريما
- جان بيروموشاهو
- يو سونغيفولو

## القرعة
تم إجراء القرعة النهائية في حديقة معارض أبيدجان في أبيدجان في 12 أكتوبر 2023. استضاف الحدث الموسيقي السنغالي الأمريكي إيكون،  بينما أجرى القرعة لاعبا كرة قدم إفريقيان سابقان ديدييه دروغبا وجون أوبي ميكل، إلى جانب الدوليين الحاليين ساديو ماني وأشرف حكيمي. تم تقسيم الفرق ال 24 إلى ست مجموعات من أربعة لكل منها، مع تحديد الأواعي الأربعة الأولية بناء على تصنيف سبتمبر 2023 لتصنيف الفيفا العالمي (كما هو موضح بين قوسين)، المدرجة أدناه. تم منح ساحل العاج تلقائيًا المصنف الأول وتم تعيينه في المركز أ1 في القرعة كمضيف.
| وعاء 1                                                                                                   | وعاء 2 | وعاء 3 | وعاء 4                                                                                          |
| --- | --- | --- | ----------------------------------------------------------------------------------------------- |
| ساحل العاج (50) (المضيف) · المغرب (13) · السنغال (20) (حامل اللقب) · تونس (29) · الجزائر (34) · مصر (35) | نيجيريا (40) · الكاميرون (41) · مالي (49) · بوركينا فاسو (58) · غانا (60) · جمهورية الكونغو الديمقراطية (64) | جنوب إفريقيا (65) · الرأس الأخضر (71) · غينيا (81) · زامبيا (82) · غينيا الاستوائية (92) · موريتانيا (99) | غينيا بيساو (106) · موزمبيق (113) · ناميبيا (114) · أنغولا (117) · غامبيا (118) · تنزانيا (122) |

## دور المجموعات
جميع الأوقات بالتوقيت المحلي، توقيت غرينيتش (ت ع م±0).
تم إصدار جدول المباريات لهذه النسخة من البطولة في 20 أكتوبر 2023، بعد قرعة دور المجموعات.

### معايير كسر التعادل
يتم تصنيف الفرق وفقًا للنقاط (3 نقاط للفوز، 1 نقطة للتعادل، 0 نقطة للخسارة)، وإذا تعادل فريقان في النقاط، يتم تطبيق معايير كسر التعادل التالية، بالترتيب المعطى، لتحديد الترتيب (المادة 74 من اللوائح):
1. النقاط في مباراة المواجهات المباشرة بين الفريقين المتعادلين؛ (74.1.1)
2. فارق الأهداف في جميع مباريات المجموعة؛ (74.1.2)
3. الأهداف المسجلة في جميع مباريات المجموعة؛ (74.1.3)
4. سحب القرعة. (74.1.4)

في حالة تعادل أكثر من فريقين، يتم تطبيق المعايير التالية بدلًا من ذلك:
1. النقاط في المباريات بين الفريقين المتعادلين؛ (74.2.1)
2. فارق الأهداف في المباريات بين الفريقين المتعادلين؛ (74.2.2)
3. الأهداف المسجلة في المباريات بين الفريقين المتعادلين؛ (74.2.3)
4. إذا بعد تطبيق جميع المعايير أعلاه (74.2.1 إلى 74.2.3)، لا تزال الفرقتان متعادلتان، وتم تطبيق جميع معايير المواجهات المباشرة المذكورة أعلاه حصريًا على هذين الفريقين؛ إذا لم يؤد ذلك إلى حل التعادل، يتم تطبيق المعايير الثلاثة التالية؛ (74.2.4)
5. فارق الأهداف في جميع مباريات المجموعة؛ (74.2.5)
6. الأهداف المسجلة في جميع مباريات المجموعة؛ (74.2.6)
7. سحب القرعة. (74.2.7)

### المجموعة الأولى
| م | الفريق           | لعب | ف | ت | خ | أ.له | أ.ع | أ.ف | نقاط | التأهل                       |
| - | ---------------- | --- | - | - | - | ---- | --- | --- | ---- | ---------------------------- |
| 1 | غينيا الاستوائية | 3   | 2 | 1 | 0 | 9    | 3   | +6  | 7    | يتقدم إلى مرحلة خروج المغلوب |
| 2 | نيجيريا          | 3   | 2 | 1 | 0 | 3    | 1   | +2  | 7    | يتقدم إلى مرحلة خروج المغلوب |
| 3 | ساحل العاج (H)   | 3   | 1 | 0 | 2 | 2    | 5   | −3  | 3    | يتقدم إلى مرحلة خروج المغلوب |
| 4 | غينيا بيساو      | 3   | 0 | 0 | 3 | 2    | 7   | −5  | 0    |                              |

| ساحل العاج              | 2–0   | غينيا بيساو |
| ----------------------- | ----- | ----------- |
| - فوفانا 4' - كراسو 58' | تقرير |             |

| نيجيريا       | 1–1   | غينيا الاستوائية |
| ------------- | ----- | ---------------- |
| - أوسيمين 38' | تقرير | - 36' سلفادور    |

| غينيا الاستوائية                    | 4–2   | غينيا بيساو                        |
| ----------------------------------- | ----- | ---------------------------------- |
| - إنسوي 21'، 51'، 61' - ميراندا 46' | تقرير | - 37' (ه.ذ.) أوبيانغ - 90+3' توربو |

| ساحل العاج | 0–1   | نيجيريا                    |
| ---------- | ----- | -------------------------- |
|            | تقرير | - 55' (ركلة.) تروست-إيكونغ |

| غينيا الاستوائية                         | 4–0   | ساحل العاج |
| ---------------------------------------- | ----- | ---------- |
| - إنسوي 42'، 75' - غانيت 73' - بويلا 88' | تقرير |            |

| غينيا بيساو | 0–1   | نيجيريا               |
| ----------- | ----- | --------------------- |
|             | تقرير | - 36' (ه.ذ.) سانغانتي |

### المجموعة الثانية
| م | الفريق       | لعب | ف | ت | خ | أ.له | أ.ع | أ.ف | نقاط | التأهل                       |
| - | ------------ | --- | - | - | - | ---- | --- | --- | ---- | ---------------------------- |
| 1 | الرأس الأخضر | 3   | 2 | 1 | 0 | 7    | 3   | +4  | 7    | يتقدم إلى مرحلة خروج المغلوب |
| 2 | مصر          | 3   | 0 | 3 | 0 | 6    | 6   | 0   | 3    | يتقدم إلى مرحلة خروج المغلوب |
| 3 | غانا         | 3   | 0 | 2 | 1 | 5    | 6   | −1  | 2    |                              |
| 4 | موزمبيق      | 3   | 0 | 2 | 1 | 4    | 7   | −3  | 2    |                              |

| مصر                            | 2–2   | موزمبيق                 |
| ------------------------------ | ----- | ----------------------- |
| - محمد 2' - صلاح 90+7' (ركلة.) | تقرير | - 56' ويتي - 58' كليسيو |

| غانا        | 1–2   | الرأس الأخضر                   |
| ----------- | ----- | ------------------------------ |
| - دجكيو 56' | تقرير | - 17' مونتيرو - 90+2' رودريغيس |

| مصر                    | 2–2   | غانا              |
| ---------------------- | ----- | ----------------- |
| - مرموش 69' - محمد 74' | تقرير | - 45+3'، 71' قدوس |

| الرأس الأخضر                       | 3–0   | موزمبيق |
| ---------------------------------- | ----- | ------- |
| - بيبي 32' - مينديش 51' - بينا 69' | تقرير |         |

| موزمبيق                                | 2–2   | غانا                              |
| -------------------------------------- | ----- | --------------------------------- |
| - كاتامو 90+1' (ركلة.) - رينيلدو 90+4' | تقرير | - 15' (ركلة.)، 70' (ركلة.) ج. آيو |

| الرأس الأخضر                    | 2–2   | مصر                         |
| ------------------------------- | ----- | --------------------------- |
| - تافاريس 45+1' - تيكسيرا 90+9' | تقرير | - 50' تريزيجيه - 90+3' محمد |

### المجموعة الثالثة

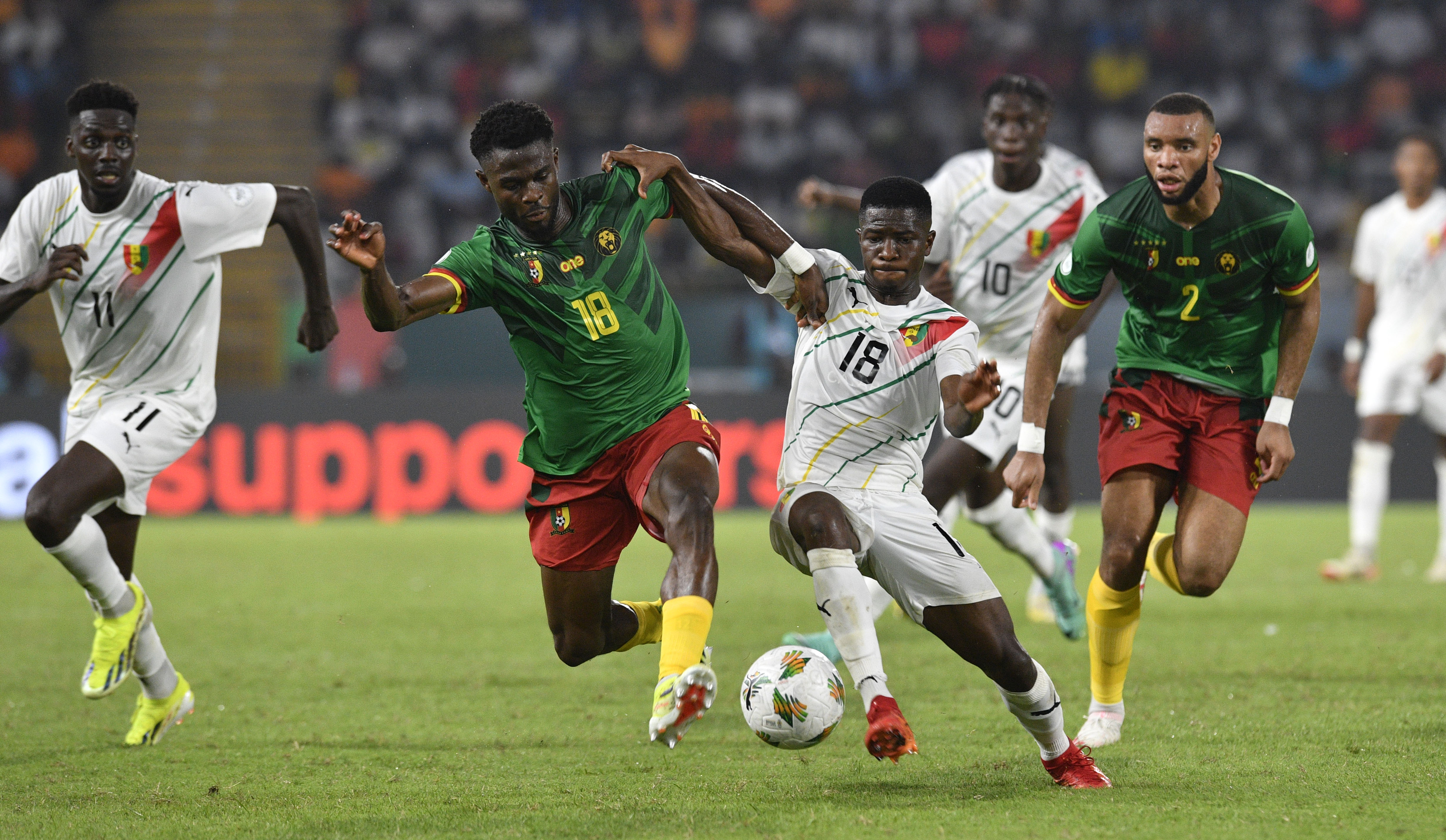
الكاميرون ضد غينيا

| م | الفريق    | لعب | ف | ت | خ | أ.له | أ.ع | أ.ف | نقاط | التأهل                       |
| - | --------- | --- | - | - | - | ---- | --- | --- | ---- | ---------------------------- |
| 1 | السنغال   | 3   | 3 | 0 | 0 | 8    | 1   | +7  | 9    | يتقدم إلى مرحلة خروج المغلوب |
| 2 | الكاميرون | 3   | 1 | 1 | 1 | 5    | 6   | −1  | 4    | يتقدم إلى مرحلة خروج المغلوب |
| 3 | غينيا     | 3   | 1 | 1 | 1 | 2    | 3   | −1  | 4    | يتقدم إلى مرحلة خروج المغلوب |
| 4 | غامبيا    | 3   | 0 | 0 | 3 | 2    | 7   | −5  | 0    |                              |

| السنغال                        | 3–0   | غامبيا |
| ------------------------------ | ----- | ------ |
| - ب. غايي 4' - كامارا 52'، 86' | تقرير |        |

| الكاميرون   | 1–1   | غينيا      |
| ----------- | ----- | ---------- |
| - ماجري 51' | تقرير | - بايو 10' |

| السنغال                            | 3–1   | الكاميرون       |
| ---------------------------------- | ----- | --------------- |
| - سار 16' - ديالو 71' - ماني 90+5' | تقرير | - كاستيليتو 83' |

| غينيا        | 1–0   | غامبيا |
| ------------ | ----- | ------ |
| - كامارا 69' | تقرير |        |

| غينيا | 0–2   | السنغال                 |
| ----- | ----- | ----------------------- |
|       | تقرير | - سيك 61' - إ. نداي 90' |

| غامبيا                   | 2–3   | الكاميرون                                        |
| ------------------------ | ----- | ------------------------------------------------ |
| - جالو 72' - ا. كولي 85' | تقرير | - توكو إكامبي 56' - غوميز 87' (ه.ذ.) - ووه 90+1' |

### المجموعة الرابعة
| م | الفريق       | لعب | ف | ت | خ | أ.له | أ.ع | أ.ف | نقاط | التأهل                       |
| - | ------------ | --- | - | - | - | ---- | --- | --- | ---- | ---------------------------- |
| 1 | أنغولا       | 3   | 2 | 1 | 0 | 6    | 3   | +3  | 7    | يتقدم إلى مرحلة خروج المغلوب |
| 2 | بوركينا فاسو | 3   | 1 | 1 | 1 | 3    | 4   | −1  | 4    | يتقدم إلى مرحلة خروج المغلوب |
| 3 | موريتانيا    | 3   | 1 | 0 | 2 | 3    | 4   | −1  | 3    | يتقدم إلى مرحلة خروج المغلوب |
| 4 | الجزائر      | 3   | 0 | 2 | 1 | 3    | 4   | −1  | 2    |                              |

| الجزائر      | 1–1   | أنغولا                 |
| ------------ | ----- | ---------------------- |
| - بونجاح 18' | تقرير | - 68' (ركلة.) مابولولو |

| بوركينا فاسو           | 1–0   | موريتانيا |
| ---------------------- | ----- | --------- |
| - تراوري 90+6' (ركلة.) | تقرير |           |

| الجزائر             | 2–2   | بوركينا فاسو                        |
| ------------------- | ----- | ----------------------------------- |
| - بونجاح 51'، 90+5' | تقرير | - 45+3' كوناتي - 71' (ركلة.) تراوري |

| موريتانيا                   | 2–3   | أنغولا                        |
| --------------------------- | ----- | ----------------------------- |
| - بونا عمار 43' - كويتا 58' | تقرير | - 30'، 50' دالا - 53' جيلبرتو |

| أنغولا                      | 2–0   | بوركينا فاسو |
| --------------------------- | ----- | ------------ |
| - مابولولو 36' - زيني 90+2' | تقرير |              |

| موريتانيا   | 1–0   | الجزائر |
| ----------- | ----- | ------- |
| - دلاهي 37' | تقرير |         |

### المجموعة الخامسة
| م | الفريق       | لعب | ف | ت | خ | أ.له | أ.ع | أ.ف | نقاط | التأهل                       |
| - | ------------ | --- | - | - | - | ---- | --- | --- | ---- | ---------------------------- |
| 1 | مالي         | 3   | 1 | 2 | 0 | 3    | 1   | +2  | 5    | يتقدم إلى مرحلة خروج المغلوب |
| 2 | جنوب إفريقيا | 3   | 1 | 1 | 1 | 4    | 2   | +2  | 4    | يتقدم إلى مرحلة خروج المغلوب |
| 3 | ناميبيا      | 3   | 1 | 1 | 1 | 1    | 4   | −3  | 4    | يتقدم إلى مرحلة خروج المغلوب |
| 4 | تونس         | 3   | 0 | 2 | 1 | 1    | 2   | −1  | 2    |                              |

| تونس | 0–1   | ناميبيا    |
| ---- | ----- | ---------- |
|      | تقرير | - هوتو 88' |

| مالي                       | 2–0   | جنوب إفريقيا |
| -------------------------- | ----- | ------------ |
| - تراوري 60' - سينايكو 66' | تقرير |              |

| تونس        | 1–1   | مالي          |
| ----------- | ----- | ------------- |
| - رفيعة 20' | تقرير | - سينايكو 10' |

| جنوب إفريقيا                                    | 4–0   | ناميبيا |
| ----------------------------------------------- | ----- | ------- |
| - تاو 14' (ركلة.) - زواني 25'، 40' - ماسيكو 75' | تقرير |         |

| جنوب إفريقيا | 0–0   | تونس |
| ------------ | ----- | ---- |
|              | تقرير |      |

| ناميبيا | 0–0   | مالي |
| ------- | ----- | ---- |
|         | تقرير |      |

### المجموعة السادسة
| م | الفريق                      | لعب | ف | ت | خ | أ.له | أ.ع | أ.ف | نقاط | التأهل                       |
| - | --------------------------- | --- | - | - | - | ---- | --- | --- | ---- | ---------------------------- |
| 1 | المغرب                      | 3   | 2 | 1 | 0 | 5    | 1   | +4  | 7    | يتقدم إلى مرحلة خروج المغلوب |
| 2 | جمهورية الكونغو الديمقراطية | 3   | 0 | 3 | 0 | 2    | 2   | 0   | 3    | يتقدم إلى مرحلة خروج المغلوب |
| 3 | زامبيا                      | 3   | 0 | 2 | 1 | 2    | 3   | −1  | 2    |                              |
| 4 | تنزانيا                     | 3   | 0 | 2 | 1 | 1    | 4   | −3  | 2    |                              |

| المغرب                                | 3–0   | تنزانيا |
| ------------------------------------- | ----- | ------- |
| - سايس 30' - أوناحي 77' - النصيري 80' | تقرير |         |

| جمهورية الكونغو الديمقراطية | 1–1   | زامبيا       |
| --------------------------- | ----- | ------------ |
| - ويسا 27'                  | تقرير | - كانغوا 23' |

| المغرب     | 1–1   | جمهورية الكونغو الديمقراطية |
| ---------- | ----- | --------------------------- |
| - حكيمي 6' | تقرير | - مفومبا 76'                |

| زامبيا     | 1–1   | تنزانيا     |
| ---------- | ----- | ----------- |
| - داكا 11' | تقرير | - مسوفا 88' |

| تنزانيا | 0–0 | جمهورية الكونغو الديمقراطية |
| ------- | --- | --------------------------- |
|         |     |                             |

| زامبيا | 0–1   | المغرب     |
| ------ | ----- | ---------- |
|        | تقرير | - زياش 37' |

### ترتيب فرق المركز الثالث
| م | مج      | الفريق         | لعب | ف | ت | خ | أ.له | أ.ع | أ.ف | نقاط | التأهل                       |
| - | ------- | -------------- | --- | - | - | - | ---- | --- | --- | ---- | ---------------------------- |
| 1 | الثالثة | غينيا          | 3   | 1 | 1 | 1 | 2    | 3   | −1  | 4    | يتقدم إلى مرحلة خروج المغلوب |
| 2 | الخامسة | ناميبيا        | 3   | 1 | 1 | 1 | 1    | 4   | −3  | 4    | يتقدم إلى مرحلة خروج المغلوب |
| 3 | الرابعة | موريتانيا      | 3   | 1 | 0 | 2 | 3    | 4   | −1  | 3    | يتقدم إلى مرحلة خروج المغلوب |
| 4 | الأولى  | ساحل العاج (H) | 3   | 1 | 0 | 2 | 2    | 5   | −3  | 3    | يتقدم إلى مرحلة خروج المغلوب |
| 5 | الثانية | غانا           | 3   | 0 | 2 | 1 | 5    | 6   | −1  | 2    |                              |
| 6 | السادسة | زامبيا         | 3   | 0 | 2 | 1 | 2    | 3   | −1  | 2    |                              |

### مجموعات من المباريات في دور ال 16
تعتمد المباريات المحددة التي تضم الفرق صاحبة المركز الثالث على الفرق الأربعة صاحبة المركز الثالث التي تتأهل لدور الـ16:
| فرق المركز الثالث المتأهلة من المجموعات | فرق المركز الثالث المتأهلة من المجموعات | فرق المركز الثالث المتأهلة من المجموعات | فرق المركز الثالث المتأهلة من المجموعات | فرق المركز الثالث المتأهلة من المجموعات | فرق المركز الثالث المتأهلة من المجموعات |    | 1A vs | 1B vs | 1C vs | 1D vs |
| --------------------------------------- | --------------------------------------- | --------------------------------------- | --------------------------------------- | --------------------------------------- | --------------------------------------- | -- | ----- | ----- | ----- | ----- |
| A                                       | B                                       | C                                       | D                                       |                                         |                                         | 3C | 3D    | 3A    | 3B    |       |
| A                                       | B                                       | C                                       |                                         | E                                       |                                         | 3C | 3A    | 3B    | 3E    |       |
| A                                       | B                                       | C                                       |                                         |                                         | F                                       | 3C | 3A    | 3B    | 3F    |       |
| A                                       | B                                       |                                         | D                                       | E                                       |                                         | 3D | 3A    | 3B    | 3E    |       |
| A                                       | B                                       |                                         | D                                       |                                         | F                                       | 3D | 3A    | 3B    | 3F    |       |
| A                                       | B                                       |                                         |                                         | E                                       | F                                       | 3E | 3A    | 3B    | 3F    |       |
| A                                       |                                         | C                                       | D                                       | E                                       |                                         | 3C | 3D    | 3A    | 3E    |       |
| A                                       |                                         | C                                       | D                                       |                                         | F                                       | 3C | 3D    | 3A    | 3F    |       |
| A                                       |                                         | C                                       |                                         | E                                       | F                                       | 3C | 3A    | 3F    | 3E    |       |
| A                                       |                                         |                                         | D                                       | E                                       | F                                       | 3D | 3A    | 3F    | 3E    |       |
|                                         | B                                       | C                                       | D                                       | E                                       |                                         | 3C | 3D    | 3B    | 3E    |       |
|                                         | B                                       | C                                       | D                                       |                                         | F                                       | 3C | 3D    | 3B    | 3F    |       |
|                                         | B                                       | C                                       |                                         | E                                       | F                                       | 3E | 3C    | 3B    | 3F    |       |
|                                         | B                                       |                                         | D                                       | E                                       | F                                       | 3E | 3D    | 3B    | 3F    |       |
|                                         |                                         | C                                       | D                                       | E                                       | F                                       | 3C | 3D    | 3F    | 3E    |       |

## مرحلة خروج المغلوب
إذا انتهت أي مباراة في وقتها الأصلي بالتعادل، يتم اللجوء إلى وقت إضافي، ثم إلى ركلات الجزاء الترجيحية في حال استمرار التعادل.

### المسار
|  | دور الستة عشر                     | دور الستة عشر               |                                   |       | ربع النهائي                 | ربع النهائي          |                                    |                                    | نصف النهائي | نصف النهائي |  |  | النهائي | النهائي |
|  |                                   |                             |                                   |       |                             |                      |                                    |                                    |             |             |  |  |         |         |
|  | 27 يناير – أبيدجان (هوفويت-بواني) |                             |                                   |       |                             |                      |                                    |                                    |             |             |  |  |         |         |
|  |                                   |                             |                                   |       |                             |                      |                                    |                                    |             |             |  |  |         |         |
|  | نيجيريا                           | 2                           |                                   |       |                             |                      |                                    |                                    |             |             |  |  |         |         |
|  | نيجيريا                           | 2                           | 2 فبراير – أبيدجان (هوفويت-بواني) |       |                             |                      |                                    |                                    |             |             |  |  |         |         |
|  | الكاميرون                         | 0                           |                                   |       |                             |                      |                                    |                                    |             |             |  |  |         |         |
|  | الكاميرون                         | 0                           | نيجيريا                           | 1     |                             |                      |                                    |                                    |             |             |  |  |         |         |
|  | 27 يناير – بواكي                  |                             | نيجيريا                           | 1     |                             |                      |                                    |                                    |             |             |  |  |         |         |
|  |                                   | أنغولا                      | 0                                 |       |                             |                      |                                    |                                    |             |             |  |  |         |         |
|  | أنغولا                            | أنغولا                      | 0                                 | 3     |                             |                      |                                    |                                    |             |             |  |  |         |         |
|  | أنغولا                            |                             | 7 فبراير – بواكي                  | 3     |                             |                      |                                    |                                    |             |             |  |  |         |         |
|  | ناميبيا                           | 0                           |                                   |       |                             |                      |                                    |                                    |             |             |  |  |         |         |
|  | ناميبيا                           | 0                           | نيجيريا (ج.)                      | 1 (4) |                             |                      |                                    |                                    |             |             |  |  |         |         |
|  | 29 يناير – أبيدجان (هوفويت-بواني) |                             | نيجيريا (ج.)                      | 1 (4) |                             |                      |                                    |                                    |             |             |  |  |         |         |
|  |                                   | جنوب إفريقيا                | 1 (2)                             |       |                             |                      |                                    |                                    |             |             |  |  |         |         |
|  | الرأس الأخضر                      | جنوب إفريقيا                | 1 (2)                             | 1     |                             |                      |                                    |                                    |             |             |  |  |         |         |
|  | الرأس الأخضر                      | 3 فبراير – ياموسوكرو        |                                   | 1     |                             |                      |                                    |                                    |             |             |  |  |         |         |
|  | موريتانيا                         | 0                           |                                   |       |                             |                      |                                    |                                    |             |             |  |  |         |         |
|  | موريتانيا                         | 0                           | الرأس الأخضر                      | 0 (1) |                             |                      |                                    |                                    |             |             |  |  |         |         |
|  | 30 يناير – سان بيدرو              |                             | الرأس الأخضر                      | 0 (1) |                             |                      |                                    |                                    |             |             |  |  |         |         |
|  |                                   | جنوب إفريقيا (ج.)           | 0 (2)                             |       |                             |                      |                                    |                                    |             |             |  |  |         |         |
|  | المغرب                            | جنوب إفريقيا (ج.)           | 0 (2)                             | 0     |                             |                      |                                    |                                    |             |             |  |  |         |         |
|  | المغرب                            |                             | 13 فبراير – أبيدجان (واتارا)      | 0     |                             |                      |                                    |                                    |             |             |  |  |         |         |
|  | جنوب إفريقيا                      | 2                           |                                   |       |                             |                      |                                    |                                    |             |             |  |  |         |         |
|  | جنوب إفريقيا                      | 2                           | نيجيريا                           | 1     |                             |                      |                                    |                                    |             |             |  |  |         |         |
|  | 30 يناير – كورهوغو                |                             | نيجيريا                           | 1     |                             |                      |                                    |                                    |             |             |  |  |         |         |
|  |                                   | ساحل العاج                  | 2                                 |       |                             |                      |                                    |                                    |             |             |  |  |         |         |
|  | مالي                              | ساحل العاج                  | 2                                 | 2     |                             |                      |                                    |                                    |             |             |  |  |         |         |
|  | مالي                              | 3 فبراير – بواكي            |                                   | 2     |                             |                      |                                    |                                    |             |             |  |  |         |         |
|  | بوركينا فاسو                      | 1                           |                                   |       |                             |                      |                                    |                                    |             |             |  |  |         |         |
|  | بوركينا فاسو                      | 1                           | مالي                              | 1     |                             |                      |                                    |                                    |             |             |  |  |         |         |
|  | 29 يناير – ياموسوكرو              |                             | مالي                              | 1     |                             |                      |                                    |                                    |             |             |  |  |         |         |
|  |                                   | ساحل العاج (ب.و.إ.)         | 2                                 |       |                             |                      |                                    |                                    |             |             |  |  |         |         |
|  | السنغال                           | ساحل العاج (ب.و.إ.)         | 2                                 | 1 (4) |                             |                      |                                    |                                    |             |             |  |  |         |         |
|  | السنغال                           |                             | 7 فبراير – أبيدجان (واتارا)       | 1 (4) |                             |                      |                                    |                                    |             |             |  |  |         |         |
|  | ساحل العاج (ج.)                   | 1 (5)                       |                                   |       |                             |                      |                                    |                                    |             |             |  |  |         |         |
|  | ساحل العاج (ج.)                   | 1 (5)                       | ساحل العاج                        | 1     |                             |                      |                                    |                                    |             |             |  |  |         |         |
|  | 28 يناير – سان بيدرو              |                             | ساحل العاج                        | 1     |                             |                      |                                    |                                    |             |             |  |  |         |         |
|  |                                   | جمهورية الكونغو الديمقراطية | 0                                 |       | مباراة المركز الثالث        | مباراة المركز الثالث |                                    |                                    |             |             |  |  |         |         |
|  | مصر                               | جمهورية الكونغو الديمقراطية | 0                                 | 1 (7) | مباراة المركز الثالث        | مباراة المركز الثالث |                                    |                                    |             |             |  |  |         |         |
|  | مصر                               | 2 فبراير – أبيدجان (واتارا) | 2 فبراير – أبيدجان (واتارا)       | 1 (7) |                             |                      | 10 فبراير – أبيدجان (هوفويت-بواني) | 10 فبراير – أبيدجان (هوفويت-بواني) |             |             |  |  |         |         |
|  | جمهورية الكونغو الديمقراطية (ج.)  | 2 فبراير – أبيدجان (واتارا) | 2 فبراير – أبيدجان (واتارا)       | 1 (8) |                             |                      | 10 فبراير – أبيدجان (هوفويت-بواني) | 10 فبراير – أبيدجان (هوفويت-بواني) |             |             |  |  |         |         |
|  | جمهورية الكونغو الديمقراطية (ج.)  | جمهورية الكونغو الديمقراطية | 3                                 | 1 (8) | جنوب إفريقيا                | 0 (6)                |                                    |                                    |             |             |  |  |         |         |
|  | 28 يناير – أبيدجان (واتارا)       | جمهورية الكونغو الديمقراطية | 3                                 |       | جنوب إفريقيا                | 0 (6)                |                                    |                                    |             |             |  |  |         |         |
|  |                                   | غينيا                       | 1                                 |       | جمهورية الكونغو الديمقراطية | 0 (5)                |                                    |                                    |             |             |  |  |         |         |
|  | غينيا الاستوائية                  | غينيا                       | 1                                 | 0     | جمهورية الكونغو الديمقراطية | 0 (5)                |                                    |                                    |             |             |  |  |         |         |
|  | غينيا الاستوائية                  |                             |                                   | 0     |                             |                      |                                    |                                    |             |             |  |  |         |         |
|  | غينيا                             | 1                           |                                   |       |                             |                      |                                    |                                    |             |             |  |  |         |         |
|  | غينيا                             | 1                           |                                   |       |                             |                      |                                    |                                    |             |             |  |  |         |         |

### دور الستة عشر
| أنغولا                         | 3–0   | ناميبيا |
| ------------------------------ | ----- | ------- |
| - دالا 38'، 42' - مابولولو 66' | تقرير |         |

| نيجيريا           | 2–0   | الكاميرون |
| ----------------- | ----- | --------- |
| - لوكمان 36'، 90' | تقرير |           |

| غينيا الاستوائية | 0–1   | غينيا      |
| ---------------- | ----- | ---------- |
|                  | تقرير | بايو 90+8' |

| مصر                                                                        | 1–1 (ب.و.إ.) | جمهورية الكونغو الديمقراطية                                                               |
| -------------------------------------------------------------------------- | ------------ | ----------------------------------------------------------------------------------------- |
| - محمد 45+1' (ركلة.)                                                       | تقرير        | - إيليا 37'                                                                               |
| ركلات الترجيح                                                              |              |                                                                                           |
| - عبد المنعم - محمد - مرموش - كمال - هاني - حجازي - فتحي - حمادة - أبو جبل | 7–8          | - موتوسامي - ماسوكو - ديانجانا - سيلاس - تشيبولا - كالولو - مبيمبا - إينونجا باكا - مباسي |

| الرأس الأخضر       | 1–0   | موريتانيا |
| ------------------ | ----- | --------- |
| مينديش 88' (ركلة.) | تقرير |           |

| السنغال                                        | 1–1 (ب.و.إ.) | ساحل العاج                             |
| ---------------------------------------------- | ------------ | -------------------------------------- |
| - ح. ديالو 4'                                  | تقرير        | - كيسي 86' (ركلة.)                     |
| ركلات الترجيح                                  |              |                                        |
| - كوليبالي - ماتار سار - نياخات - ديانغ - ماني | 4–5          | - بيبي - كوامي - هالير - أورييه - كيسي |

| مالي                              | 2–1   | بوركينا فاسو         |
| --------------------------------- | ----- | -------------------- |
| - تابسوبا 3' (ه.ذ.) - سينايكو 47' | تقرير | - تراوري 57' (ركلة.) |

| المغرب | 0–2   | جنوب إفريقيا                  |
| ------ | ----- | ----------------------------- |
|        | تقرير | - ماكجوبا 57' - موكيانا 90+5' |

### ربع النهائي
| جمهورية الكونغو الديمقراطية                  | 3–1   | غينيا              |
| -------------------------------------------- | ----- | ------------------ |
| - مبيمبا 27' - ويسا 65' (ركلة.) - ماسوكو 82' | تقرير | - بايو 20' (ركلة.) |

| نيجيريا      | 1–0   | أنغولا |
| ------------ | ----- | ------ |
| - لوكمان 41' | تقرير |        |

| مالي           | 1–2 (ب.و.إ.) | ساحل العاج                     |
| -------------- | ------------ | ------------------------------ |
| - دورجيليس 71' | تقرير        | - ادينجرا 90' - دياكيتي 120+2' |

| الرأس الأخضر                                    | 0–0 (ب.و.إ.) | جنوب إفريقيا                        |
| ----------------------------------------------- | ------------ | ----------------------------------- |
|                                                 | تقرير        |                                     |
| ركلات الترجيح                                   |              |                                     |
| - بيبي - سيميدو - ل. دوارتي - تيكسيرا - أندرادي | 1–2          | - موكيانا - ليباسا - موديبا - مفالا |

### نصف النهائي
| نيجيريا                                           | 1–1 (ب.و.إ.) | جنوب إفريقيا                            |
| ------------------------------------------------- | ------------ | --------------------------------------- |
| - تروست-إيكونغ 67' (ركلة.)                        | تقرير        | - موكوينا 90' (ركلة.)                   |
| ركلات الترجيح                                     |              |                                         |
| - موفي - أوميرو - أينا - تروست-إيكونغ - إيهيناتشو | 4–2          | - موكوينا - مايامبيلا - ماكجوبا - مفالا |

| ساحل العاج  | 1–0   | جمهورية الكونغو الديمقراطية |
| ----------- | ----- | --------------------------- |
| - هالير 65' | تقرير |                             |

### مباراة المركز الثالث
| جنوب إفريقيا                                                   | 0–0   | جمهورية الكونغو الديمقراطية                                    |
| -------------------------------------------------------------- | ----- | -------------------------------------------------------------- |
|                                                                | تقرير |                                                                |
| ركلات الترجيح                                                  |       |                                                                |
| - موكوينا - سيبيسي - موناري - موديبا - ليباسا - ابوليس - كسولو | 6–5   | - موتوسامي - مفولو - باكامبو - كاييمبي - مبيمبا - ويسا - إيليا |

### النهائي
| نيجيريا            | 1–2   | ساحل العاج             |
| ------------------ | ----- | ---------------------- |
| - تروست-إيكونغ 38' | تقرير | - 62' كيسي - 81' هالير |

## البث التلفزيوني
فيما يلي قائمة بحقوق بث كأس الأمم الإفريقية 2023:
| البلد                       | القنوات الناقلة                   | المصدر |
| --------------------------- | --------------------------------- | ------ |
| الجزائر                     | المؤسسة العمومية للتلفزيون        |        |
| أندورا                      | لا ليغا+                          | [ 84 ] |
| إسبانيا                     | لا ليغا+                          | [ 84 ] |
| النمسا                      | سبورت ديجيتال                     | [ 85 ] |
| بلجيكا                      | آر تي بي إف                       | [ 86 ] |
| بنين                        | مكتب الإذاعة والتلفزيون           |        |
| البوسنة والهرسك             | سبورت كلوب                        |        |
| الرأس الأخضر                | آر تي سي                          |        |
| بلغاريا                     | ماكس سبورت                        | [ 87 ] |
| البرازيل                    | بانديرانتس                        | [ 88 ] |
| بوركينا فاسو                | آر تي بي                          |        |
| الكاميرون                   | سي آر تي في، كنال2                |        |
| تشاد                        | تيلي تشاد                         | [ 89 ] |
| جمهورية الكونغو الديمقراطية | آر تي إن سي                       | [ 89 ] |
| ساحل العاج                  | آر تي آي، إن سي آي                | [ 89 ] |
| كينيا                       | كا بي سي                          | [ 89 ] |
| مالاوي                      | إم بي سي                          | [ 90 ] |
| كرواتيا                     | سبورت كلوب                        |        |
| الدنمارك                    | فيابلاي                           |        |
| مصر                         | أون تايم سبورتس                   |        |
| فنلندا                      | فيابلاي                           |        |
| فرنسا                       | بي إن سبورتس                      |        |
| الغابون                     | تلفزيون الغابون                   |        |
| غامبيا                      | جي آر تي إس                       | [ 89 ] |
| ألمانيا                     | سبورت ديجيتال                     | [ 85 ] |
| غانا                        | جي تي في سبورتس                   |        |
| غينيا                       | آر تي جي                          |        |
| غينيا بيساو                 | تي جي بي                          | [ 89 ] |
| نيجيريا                     | إن تي إيه                         | [ 91 ] |
| ناميبيا                     | إن بي سي                          |        |
| موزمبيق                     | ميرامار تي في                     | [ 92 ] |
| أيسلندا                     | فيابلاي                           |        |
| الهند                       | فانكود                            | [ 93 ] |
| إيطاليا                     | سبورت إيطاليا                     | [ 94 ] |
| سان مارينو                  | سبورت إيطاليا                     | [ 94 ] |
| ليختنشتاين                  | سبورت ديجيتال                     | [ 85 ] |
| لوكسمبورغ                   | سبورت ديجيتال                     | [ 85 ] |
| مالي                        | أو آر تي إم                       |        |
| العالم العربي               | بي إن سبورتس                      |        |
| الجبل الأسود                | سبورت كلوب                        |        |
| المغرب                      | الشركة الوطنية للإذاعة والتلفزة   |        |
| هولندا                      | زيجو سبورت                        |        |
| النيجر                      | تيلي الساحل                       |        |
| مقدونيا الشمالية            | سبورت كلوب                        |        |
| النرويج                     | فيابلاي                           |        |
| البرتغال                    | سبورت تي في                       |        |
| بولندا                      | ميغوغو.نت                         | [ 95 ] |
| أوكرانيا                    | ميغوغو.نت                         | [ 96 ] |
| روسيا                       | ماتش تي في                        |        |
| السنغال                     | آر تي إس                          |        |
| صربيا                       | سبورت كلوب                        |        |
| سلوفينيا                    | سبورت كلوب                        |        |
| جنوب إفريقيا                | سابك سبورت، سوبر سبورت            | [ 97 ] |
| جنوب الصحراء الكبرى         | نيو وورلد تي في, كنال+، ستارتايمز |        |
| سويسرا                      | سبورت ديجيتال                     | [ 85 ] |
| السويد                      | فيابلاي                           |        |
| تنزانيا                     | عزام تي في، تي بي سي              |        |
| توغو                        | تي في تي                          |        |
| تركيا                       | تي في 8، إكسين، إس سبورت          |        |
| المملكة المتحدة             | سكاي سبورتس                       | [ 98 ] |
| أيرلندا                     | سكاي سبورتس                       | [ 98 ] |
| الولايات المتحدة الأمريكية  | بي إن سبورتس                      | [ 99 ] |
| كندا                        | بي إن سبورتس                      | [ 99 ] |
| زامبيا                      | دايموند تي في                     | [ 89 ] |
| زيمبابوي                    | زد بي سي                          | [ 89 ] |

## الإحصائيات

### الهدافون
عدد الأهداف المُسجلة  119 هدفًا  في 52 مباراة، بمتوسط 2.29 هدفًا في المباراة الواحدة.
5 أهداف
- إيميليو إنسوي

4 أهداف
- غيلسون دالا
- مصطفى محمد

3 أهداف
- بغداد بونجاح
- مابولولو
- بيرتراند تراوري
- محمد بايو
- لاسين سينايكو
- أديمولا لوكمان
- ويليام تروست-إيكونغ

هدفان
- ريان مينديش
- يوان ويسا
- جوردان آيو
- محمد قدوس
- سيباستيان هالير
- فرانك كيسي
- لامين كامارا
- حبيب ديالو
- تيبوهو موكوينا
- ثيمبا زواني

هدف ذاتي
- إدموند تابسوبا (ضد مالي)
- إستيبان أوبيانغ (ضد غينيا بيساو)
- جيمس غوميز (ضد الكاميرون)
- أوبا سانغانتي (ضد نيجيريا)

مصدر: CAF

### الانضباط
يُوقف اللاعب تلقائيًا في المباراة التالية بسبب المخالفات الآتية:
- الحصول على بطاقة حمراء (قد يجري تمديد تعليق البطاقة الحمراء للمخالفات الخطيرة)
- تلقي بطاقتين صفراوين في مباراتين

سيجري تقديم الإيقافات التالية أثناء البطولة:
| اللاعب                  | البطاقة | التعليق (الإيقاف)                                             |
| ----------------------- | --- | ------------------------------------------------------------- |
| إيبو آدامز              | في كأس الأمم الإفريقية 2023 ضد السنغال (الجولة الأولى؛ 15 يناير 2024)                                                                   | المجموعة الثالثة ضد غينيا (الجولة الثانية؛ 19 يناير 2024)     |
| فرانسوا كامانو          | في كأس الأمم الإفريقية 2023 ضد الكاميرون (الجولة الأولى؛ 15 يناير 2024)                                                                 | المجموعة الثالثة ضد غامبيا (الجولة الثانية؛ 19 يناير 2024)    |
| نوفاتوس ديسماس          | في كأس الأمم الإفريقية 2023 ضد المغرب (الجولة الأولى؛ 17 يناير 2024)                                                                    | المجموعة السادسة ضد زامبيا (الجولة الثانية؛ 21 يناير 2024)    |
| عبدو ديالو              | في المجموعة الثالثة ضد غامبيا (الجولة الأولى؛ 15 يناير 2024) · في المجموعة الثالثة ضد الكاميرون (الجولة الثانية؛ 19 يناير 2024)         | المجموعة الثالثة ضد غينيا (الجولة الثالثة؛ 23 يناير 2024)     |
| رامي بن سبعيني          | في المجموعة الرابعة ضد أنغولا (الجولة الأولى؛ 15 يناير 2024) · في المجموعة الرابعة ضد بوركينا فاسو (الجولة الثانية؛ 20 يناير 2024)      | المجموعة الرابعة ضد موريتانيا (الجولة الثالثة؛ 23 يناير 2024) |
| محمد كوناتي بلاتي توريه | في المجموعة الرابعة ضد موريتانيا (الجولة الأولى؛ 16 يناير 2024) · في المجموعة الرابعة ضد الجزائر (الجولة الثانية؛ 20 يناير 2024)        | المجموعة الرابعة ضد أنغولا (الجولة الثالثة؛ 23 يناير 2024)    |
| نوريو فورتونا           | في المجموعة الرابعة ضد الجزائر (الجولة الأولى؛ 15 يناير 2024) · في المجموعة الرابعة ضد موريتانيا (الجولة الثانية؛ 20 يناير 2024)        | المجموعة الرابعة ضد موريتانيا (الجولة 3؛ 23 يناير 2024)       |
| وليد الركراكي (مدرب)    | تم إيقافه من قبل الكاف لحوادث ما بعد المباراة في المجموعة السادسة مباراة ضد جمهورية الكونغو الديمقراطية (الجولة الثانية؛ 21 يناير 2024) | المجموعة السادسة ضد زامبيا (الجولة الثالثة؛ 24 يناير 2024)    |
| رودريك كابوي            | في كأس الأمم الإفريقية 2023 ضد تنزانيا (الجولة الثانية؛ 21 يناير 2024)                                                                  | المجموعة السادسة ضد المغرب (الجولة الثالثة؛ 24 يناير 2024)    |
| نيبلو                   | في دور ال16 ضد ناميبيا (27 يناير 2024)                                                                                                  | ربع النهائي ضد نيجيريا (2 فبراير 2024)                        |
| لوبيني هاوكونغو         | في دور ال16 ضد أنغولا (27 يناير 2024)                                                                                                   | الإيقاف خارج البطولة                                          |
| فيديريكو بيكورو         | في دور ال16 ضد غينيا (28 يناير 2024) | الإيقاف خارج البطولة                                          |
| محمد حمدي               | في دور ال16 ضد جمهورية الكونغو الديمقراطية (28 يناير 2024)                                                                              | الإيقاف خارج البطولة                                          |
| سفيان أمرابط            | في دور الـ16 ضد جنوب إفريقيا (30 يناير 2024)                                                                                            | الإيقاف خارج البطولة                                          |

1. ↑  تم رفع الإيقاف لمباراتين بعد الاستئناف وسمح له بتولي مسؤولية مباراة دور ال16 مع جنوب إفريقيا. لا يزال يغيب عن المباراة النهائية في المجموعة بسبب الاستئناف المستمر.

### الترتيب النهائي
المباريات التي إنتهت في الوقت الإضافي احتُسِبت ضمن الانتصارات والهزائم، في حين احتُسِبت المباريات التي إنتهت بركلات الجزاء الترجيحة على أنها تعادلات.

نتائج المنتخبات المشاركة في كأس الأمم الإفريقية 2023
البطل
الوصيف
المركز الثالث
المركز الرابع
ربع النهائي
دور الـ16
دور المجموعات

| البطل الوصيف المركز الثالث | المركز الرابع ربع النهائي | دور الـ16 دور المجموعات |

| مركز                           | فريق                        | المجموعة | لعب | ف | ت | خ | نقاط | أ.له | أ.ع | ف.أ |
| ------------------------------ | --------------------------- | -------- | --- | - | - | - | ---- | ---- | --- | --- |
| 1                              | ساحل العاج                  | الأولى   | 7   | 4 | 1 | 2 | 13   | 8    | 8   | 0   |
| 2                              | نيجيريا                     | الأولى   | 7   | 4 | 2 | 1 | 14   | 8    | 4   | +4  |
| 3                              | جنوب إفريقيا                | الخامسة  | 7   | 2 | 4 | 1 | 10   | 7    | 3   | +4  |
| 4                              | جمهورية الكونغو الديمقراطية | السادسة  | 7   | 1 | 5 | 1 | 8    | 6    | 5   | +1  |
| ودعوا البطولة من الربع النهائي |                             |          |     |   |   |   |      |      |     |     |
| 5                              | الرأس الأخضر                | الثانية  | 5   | 3 | 2 | 0 | 11   | 8    | 3   | +5  |
| 6                              | أنغولا                      | الرابعة  | 5   | 3 | 1 | 1 | 10   | 9    | 4   | +5  |
| 7                              | مالي                        | الخامسة  | 5   | 2 | 2 | 1 | 8    | 6    | 4   | +2  |
| 8                              | غينيا                       | الثالثة  | 5   | 2 | 1 | 2 | 7    | 4    | 6   | -2  |
| ودعوا البطولة من دور الستة عشر |                             |          |     |   |   |   |      |      |     |     |
| 9                              | السنغال                     | الثالثة  | 4   | 3 | 1 | 0 | 10   | 9    | 2   | +7  |
| 10                             | غينيا الاستوائية            | الأولى   | 4   | 2 | 1 | 1 | 7    | 9    | 4   | +5  |
| 11                             | المغرب                      | السادسة  | 4   | 2 | 1 | 1 | 7    | 5    | 3   | +2  |
| 12                             | مصر                         | الثانية  | 4   | 0 | 4 | 0 | 4    | 7    | 7   | 0   |
| 13                             | الكاميرون                   | الثالثة  | 4   | 1 | 1 | 2 | 4    | 5    | 7   | -2  |
| 14                             | بوركينا فاسو                | الرابعة  | 4   | 1 | 1 | 2 | 4    | 4    | 6   | -2  |
| 15                             | ناميبيا                     | الخامسة  | 4   | 1 | 1 | 2 | 4    | 1    | 7   | -6  |
| 16                             | موريتانيا                   | الرابعة  | 4   | 1 | 0 | 3 | 3    | 3    | 5   | -2  |
| ودعوا البطولة من دور المجموعات |                             |          |     |   |   |   |      |      |     |     |
| 17                             | غانا                        | الثانية  | 3   | 0 | 2 | 1 | 2    | 5    | 6   | -1  |
| 18                             | الجزائر                     | الرابعة  | 3   | 0 | 2 | 1 | 2    | 3    | 4   | -1  |
| 19                             | تونس                        | الخامسة  | 3   | 0 | 2 | 1 | 2    | 1    | 2   | -1  |
| 20                             | زامبيا                      | السادسة  | 3   | 0 | 2 | 1 | 2    | 2    | 4   | -2  |
| 21                             | موزمبيق                     | الثانية  | 3   | 0 | 2 | 1 | 2    | 4    | 7   | -3  |
| 22                             | تنزانيا                     | السادسة  | 3   | 0 | 2 | 1 | 2    | 1    | 4   | -3  |
| 23                             | غينيا بيساو                 | الأولى   | 3   | 0 | 0 | 3 | 0    | 2    | 7   | -5  |
| 24                             | غامبيا                      | الثالثة  | 3   | 0 | 0 | 3 | 0    | 2    | 7   | -5  |

## الجوائز
رجل المباراة
يتم منح جائزة رجل المباراة من قبل المراقبين الفنيين للاتحاد الإفريقي لكرة القدم (الكاف)، الذين يختارون اللاعب الذي يقدم أفضل أداء خلال المباراة.
تم منح الجوائز التالية في نهاية البطولة :
| - ثيمبا زواني - غيلسون دالا - محمد قدوس - جيسوس أوونو - ديون هوتو كافينجي - موسيس سيمون - يوان ويسا                        | \| - تيبوهو موكوينا - رونوين ويليامز - بغداد بونجاح - فارس شايبي - كيالوندا غاسبار - بلاتي توريه - كريستوفر ووه - ريان مينديش \| - جاميرو مونتيرو - سيكو فوفانا - جون ميشيل سيري - عمر دياكيتي - فرانك كيسي - سيمون ادينجرا - سيباستيان هالير - محمود تريزيجيه \| - ألكساندر دجكيو - أغويبو كامارا - محمد بايو - إبراهيم دياكيتي - إيميليو إنسوي - كاموري دومبيا - أمادو هايدارا - لاسين سينايكو \| - سفيان أمرابط - عز الدين أوناحي - بابكر نياسي - ريكاردو كيمارايس - أديمولا لوكمان - فيكتور أوسيمين - ستانلي نوابيلي - غايل كاكوتا \| - سيلاس كاتومبا مفومبا - ليونيل مباسي - ديلان باتوبينسيكا - عبد الله سيك - إسماعيلا سار - لامين كامارا - باتسون داكا \| | | | |
| - تيبوهو موكوينا - رونوين ويليامز - بغداد بونجاح - فارس شايبي - كيالوندا غاسبار - بلاتي توريه - كريستوفر ووه - ريان مينديش | - جاميرو مونتيرو - سيكو فوفانا - جون ميشيل سيري - عمر دياكيتي - فرانك كيسي - سيمون ادينجرا - سيباستيان هالير - محمود تريزيجيه | - ألكساندر دجكيو - أغويبو كامارا - محمد بايو - إبراهيم دياكيتي - إيميليو إنسوي - كاموري دومبيا - أمادو هايدارا - لاسين سينايكو | - سفيان أمرابط - عز الدين أوناحي - بابكر نياسي - ريكاردو كيمارايس - أديمولا لوكمان - فيكتور أوسيمين - ستانلي نوابيلي - غايل كاكوتا | - سيلاس كاتومبا مفومبا - ليونيل مباسي - ديلان باتوبينسيكا - عبد الله سيك - إسماعيلا سار - لامين كامارا - باتسون داكا |

أفضل لاعب في البطولة 
- ويليام تروست-إيكونغ

أفضل حارس في البطولة 
- رونوين ويليامز

هدافين البطولة
| حذاء بوما الذهبي | حذاء بوما الفضي | حذاء بوما البرونزي |
| ---------------- | --------------- | ------------------ |
| إيميليو إنسوي    | غيلسون دالا     | مصطفى محمد         |

أفضل مدرب 
- إيميرس فاييه

أفضل لاعب صاعد
- سيمون ادينجرا

اللعب النظيف 
- جنوب إفريقيا

### التشكيلة المثالية
| حارس المرمى    | المدافعون                                                | لاعبو الوسط                              | المهاجمون                              | المدرب       |
| -------------- | -------------------------------------------------------- | ---------------------------------------- | -------------------------------------- | ------------ |
| رونوين ويليامز | أولا أينا جيسلان كونان ويليام تروست-إيكونغ شانسيل مبيمبا | تيبوهو موكوينا جون ميشيل سيري فرانك كيسي | يوان ويسا أديمولا لوكمان إيميليو إنسوي | إيميرس فاييه |

المصدر:

### الجائزة المالية
| المركز                | الجائزة (مليون دولار أمريكي $) | الجائزة (مليون دولار أمريكي $) | الجائزة (مليون دولار أمريكي $) |
| المركز                | نسخة 2021                      | نسخة 2023                      | زيادة ($)                      |
| --------------------- | ------------------------------ | ------------------------------ | ------------------------------ |
| البطل                 | 5                              | 7                              | 2 (40%)                        |
| الوصيف                | 2.75                           | 4                              | 1.25                           |
| الدور نصف النهائي     | 2.2                            | 2.5                            | 0.3                            |
| الدور ربع/ثمن النهائي | 1.175                          | 1.300                          | 0.125                          |
| المجموع               | 11.125                         | 14.800                         | 3.675                          |

في 4 يناير 2024، أعلن الاتحاد الأفريقي لكرة القدم أن مجموع الجوائز المالية المقدمة في النسخة الـ34 من كأس أمم أفريقية 2023 المقامة في ساحل العاج، قد ارتفع عن نسخة عام 2021 المقامة في الكاميرون بزيادة بلغت 40% حيث ارتفع إجمالي قيمة الجوائز المالية المقدمة إلى المنتخبات المشاركة في البطولة ومكافئات الفوز بالبطولة بحوالي 3.675 مليون دولار أمريكي، ليبلغ مجموع الجوائز في هذه البطولة 14.800 مليون دولار، مقارنة بإجمالي نسخة كأس الأمم الإفريقية 2021 حيث بلغت مجموع الجوائز 11.125 مليون دولار أمريكي.
قسم الاتحاد الأفريقي لكرة القدم الجوائز المالية وفق تراتبية الفوز، حيث رصد 7 ملايين دولار أمريكي للمنتخب الفائز بلقب البطولة بزيادة بلغت 2 مليون دولار أمريكي عن النسخة السابقة، فيما خصصت للمنتخب الوصيف الفائز بالمركز الثاني جائزة مالية قدرها 4 مليون دولار بزيادة بلغت 1.25 مليون دولار أمريكي عن النسخة السابقة، بينما يحصل المتأهلون إلى الدور نصف النهائي على جائزة مالية قدرها 2.5 مليون دولار أمريكي بزيادة 300 ألف دولار أمريكي. فيما رصد الاتحاد الأفريقي لمنتخبات ثمن النهائي 1.3 مليون دولار أمريكي بزيادة طفيفة عن النسخة السابقة بلغت 125 ألف دولار أمريكي.

## روابط خارجية
- الموقع الرسمي لكأس الأمم الإفريقية